# Sestřičky (seriál)
Sestřičky, původně Sestřičky Modrý kód, jsou český televizní seriál televize Prima z prostředí nemocnice. Jako spin-off volně navazuje na seriál Modrý kód. Děj seriálu se soustřeďuje na sestřičky na oddělení urgentního příjmu. V hlavních rolích hrají Sabina Laurinová, Natálie Halouzková, Jan Nedbal, Adéla Gondíková, Saša Rašilov, Marek Němec a další. První díl byl odvysílán 29. srpna 2020.

## Obsazení

### Hlavní postavy (zaměstnanci nemocnice – sestry)
| Herec              | Role                                  | Díl  | Řada | Rok       | Poznámky |
| ------------------ | ------------------------------------- | ---- | ---- | --------- | --- |
| Sabina Laurinová   | Marie „Mery“ Tomášková (roz. Černá) † | 1–71 | 1    | 2020–2021 | Vrchní sestra urgentního příjmu, expřítelkyně Viktora a Davida, manželka Michala, se kterým se chtěla rozvést, jelikož měla vztah s Davidem, se kterým pravděpodobně čekala dítě, ona i dítě zemřeli kvůli masivnímu krvácení způsobenému prudkým úderem do břicha. |
| Adéla Gondíková    | Michaela „Míša“ Kratochvílová         | 1–78 | 1    | 2020–2021 | zdravotní sestra, kamarádka Mery ze školy, vrací se z Německa zpět do Rubavy, nová vrchní sestra urgentního příjmu místo Mery |
| Natálie Halouzková | Bc. Kateřina „Katka“ Kinská           | 1–78 | 1    | 2020–2021 | mladá zdravotní sestřička po škole, zná se z dětství s Matym Bojanem a jeho rodiči, je adoptovaná, biologická dcera Žáka a Zuzany, přítelkyně Matyho |
| Jan Nedbal         | Lukáš Hartman                         | 1–78 | 1    | 2020–2021 | zdravotní bratr, který přerušil studium na medicíně, chodí se Sašou |
| Michaela Tomešová  | Bc. Barbora „Barča“ Holasová          | 1–78 | 1    | 2020–2021 | zdravotní sestra po škole, nejlepší kamarádka Katky Kinské, přítelkyně Dannyho |
| Michaela Sejnová   | Libuše „Libuna/Libuška“ Volejníková   | 1–60 | 1    | 2020–2021 | zdravotní sestra, patronka nových sestřiček, čeká dítě s ředitelem nemocnice, odešla na mateřskou |
| Renata Prokopová   | Šárka Pokorná                         | 3–78 | 1    | 2020–2021 | zdravotní sestra, zástupkyně vrchní sestry Mery, expřítelkyně Jardy Černého a Davida |

### Hlavní postavy (zaměstnanci nemocnice – lékaři)
| Herec            | Role                                    | Díl   | Řada | Rok       | Poznámky |
| ---------------- | --------------------------------------- | ----- | ---- | --------- | --- |
| Marek Němec      | MUDr. David Hofbauer                    | 5–78  | 1    | 2020–2021 | chirurg a kardiochirurg, expřítel Mery, dříve zastupující primář Urgentu, trpí bipolární afektivní poruchou, prodělal mozkovou mrtvici, po smrti otce odjel pracovat do Londýna, vrátil se kvůli Mery a chtěl si ji vzít |
| Igor Chmela      | prim. MUDr. Viktor Žák                  | 7–78  | 1    | 2020–2021 | primář urgentního příjmu, traumatolog a anesteziolog, expřítel Mery, trpí bipolární afektivní poruchou jako David, má problém se srdcem, vyléčený alkoholik, biologický otec Katky                                       |
| Saša Rašilov     | MUDr. Michal Tomášek                    | 1–76  | 1    | 2020–2021 | traumatolog, manžel Mery se kterou čekal dítě, má dceru Markétu, odešel z urgentu protože mu chyběla Mery |
| Roman Zach       | MUDr. Roman Nikolajev „Rasputin“ Vilkin | 1–78  | 1    | 2020–2021 | Rus, traumatolog, neurolog a neurochirurg, zástupce primáře, pravým jménem Michael Zabilov – utekl z Ruska, nejlepší kamarád Davida a manžel Emy Vlčkové, se kterou čeká dítě                                            |
| Kristýna Frejová | MUDr. Ema Vlčková                       | 1–78  | 1    | 2020–2021 | traumatolog a pediatr, kamarádka Mery a Míši, manželka Romana Vilkina, se kterým čeká dítě |
| Ondřej Rychlý    | MUDr. Prokop Hlinka                     | 1–78  | 1    | 2020–2021 | chirurg a plastický chirurg, expřítel Laury |
| David Gránský    | MUDr. Matyáš „Maty“ Bojan               | 1–78  | 1    | 2020–2021 | chirurg a traumatolog, syn Bojana, přítel Katky |
| Sandra Nováková  | MUDr. Alexandra „Saša“ Růžičková        | 1–78  | 1    | 2020–2021 | neurochirurg a chirurg, chodí s Lukášem |
| Petr Konáš       | MUDr. Filip Kodym                       | 2–78  | 1    | 2020–2021 | chirurg a traumatolog |
| Tomáš Měcháček   | MUDr. Adam Brejcha                      | 15–15 | 1    | 2020      | kardiochirurg, kardiolog a chirurg, byl to nejlepší kamarád Davida, podílel se s Davidem na výzkumu, odešel pracovat na výzkumu do Brna                                                                                  |

### Vedlejší postavy (vedlejší zaměstnanci nemocnice)
| Herec                 | Role                           | Díl   | Řada | Rok       | Poznámky |
| --------------------- | ------------------------------ | ----- | ---- | --------- | --- |
| Patricie Pagáčová     | JUDr. Bc. Laura Hrdinová, MBA  | 1–49  | 1    | 2020–2021 | majitelka bufetu, expřítelkyně Prokopa a Matyho, má 3 vysoké školy, lhala o těhotenství, odjela z Rubavy.                                   |
| Jiří Štěpnička        | doc. MUDr. Jiří Bojan, DrSc. † | 1–51  | 1    | 2020–2021 | bývalý primář urgentního příjmu, internista, traumatolog a psychiatr, bývalý ředitel nemocnice, odešel do důchodu, zemřel na plicní embolii |
| Iveta Valtová         | Iveta Fabiánová †              | 1–78  | 1    | 2020–2021 | zdravotní sestra, zemřela po explozi plynu ve sklepě nemocnice                                                                              |
| Roman Skamene         | Roman Váňa                     | 1–78  | 1    | 2020–2021 | sanitář s kriminální minulostí |
| Jan Urban             | MUDr. Jan Kalina               | 1–78  | 1    | 2020–2021 | lékař na záchranné službě |
| Jakub Štěpán          | MUDr. Petr Vácha               | 1–78  | 1    | 2020–2021 | lékař na záchranné službě |
| Josef Horák           | MUDr. Lumír Šedivý             | 2–78  | 1    | 2020–2021 | lékař na záchranné službě |
| Otmar Brancuzský      | MUDr. Filip Kubiš              | 2–78  | 1    | 2020–2021 | anesteziolog |
| Dana Pešková          | Hana Šťastná                   | 2     | 1    | 2020–2021 | sálová sestra |
| Šárka Vondrová        | Karolína „Kája“ Bendová        | 2–78  | 1    | 2020–2021 | zdravotní sestra |
| Eva Janoušková        | Mirka Hodná                    | 2–78  | 1    | 2020–2021 | zdravotní sestra |
| Ondřej Lechnýř        | MUDr. Zdeněk Liška             | 3–78  | 1    | 2020–2021 | chirurg, traumatolog a ortoped |
| Barbora Fišerová      | Pavlína „Pavla“ Poláková       | 4–78  | 1    | 2020–2021 | zdravotní sestra |
| Barbora Vacková       | Kristýna Lednová               | 7     | 1    | 2020      | zdravotní sestra na JIP |
| Klára Miklasová       | Nikola „Niky“ Malíková         | 7     | 1    | 2020      | sestra Laury Hrdinové, která sestře vypomáhá v bufetu                                                                                       |
| Tomáš Petřík          | Ing. Jaromír (Jarda) Sýkora    | 9–78  | 1    | 2020–2021 | ředitel nemocnice Rubava, milenec Libušky                                                                                                   |
| Anna Jiřina Daňhelová | Dagmar „Dáša“ Zrzavá           | 13-19 | 1    | 2020      | zdravotní sestra na JIP |
| Ivo Šmoldas           | MUDr. Jan Štáfek               | 13    | 1    | 2020      | internista |
| Mojmír Maděrič        | MUDr. Miloš Valenta            | 21    | 1    | 2020      | chirurg a kardiochirurg |
| Ondřej Kraus          | MUDr. Jakub Šmíd               | 22    | 1    | 2020      | lékař na záchranné službě a expřítel Katky                                                                                                  |
| Lucie Kožinová        | Lucie Šmídová                  | 26    | 1    | 2020      | zdravotní sestra |
| Jindřich Nováček      | MUDr. František Krása          | 26    | 1    | 2020      | anesteziolog |
| Josef Kubáník         | MUDr. Daniel Štěpánek          | 27–71 | 1    | 2020      | gynekolog |
| Andrea Daňková        | Andrea Kolářová                | 27    | 1    | 2020      | zdravotní sestra na JIP pediatrie |
| Kateřina Klausová     | Sandra Procházková             | 40–58 | 1    | 2021      | zdravotní sestra na pediatrii, expřítelkyně Danyho                                                                                          |
| Evžen Hájek           | MUDr. Josef Kovařík            | 45    | 1    | 2021      | šéf záchranné služby Rubava |
| Barbara Lukešová      | MUDr. Dita Majerová            | 51    | 1    | 2021      | neurochirug |
| Petr Florián          | MUDr. Roman Kopřivík           | 56    | 1    | 2021      | ortoped a lékař na infekčním oddělení |
| Radek Jiříček         | MUDr. Šimon Kubišta            | 56    | 1    | 2021      | lékař a záchranář na záchrance |
| Lukáš Bech            | MUDr. René Puštík              | 57    | 1    | 2021      | lékař na DNA a ortoped |
| Karolína Růžičková    | Gabriela Vokurková             | 65    | 1    | 2021      | mladá sestřička na urgentu po škole na praxi                                                                                                |

### Vedlejší postavy (členové rodin nebo kamarádi zaměstnanců nemocnice)
| Herec                     | Role                                    | Díl     | Řada | Rok        | Poznámky |
| ------------------------- | --------------------------------------- | ------- | ---- | ---------- | --- |
| Petr Vaněk                | Mgr. Martin Kratochvíl                  | 1–78    | 1    | 2020–2021  | manžel zdravotní sestry Míši Kratochvílové, otec Andy a trenér biatlonu, později soukromá praxe jako fyzioterapeut v nemocnici Rubava          |
| Amelie Pokorná Zedníčková | Andrea „Andy“ Kratochvílová             | 1–78    | 1    | 2020–2021  | dcera zdravotní sestry Míši a Martina |
| Jan Nytl                  | Olík Kratochvíl                         | 1–78    | 1    | 2020–2021  | půlroční miminko zdravotní sestry Míši a Martina                                                                                               |
| Miroslav Šimůnek          | Radim Veselík                           | 1–78    | 1    | 2020–2021  | trenér biatlonu a nejlepší kamarád Martina Kratochvíla                                                                                         |
| Daniela Šinkorová         | Ivana Kinská                            | 1–78    | 1    | 2020–2021  | adoptivní maminka sestřičky Katky, kosmetička                                                                                                  |
| Martin Preiss             | Radek Kinský                            | 1–78    | 1    | 2020–2021  | adoptivní otec sestřičky Katky, majitel autoškoly                                                                                              |
| Petr Ryšavý               | Ing. Daniel „Dany“ Dvořák               | 1–78    | 1    | 2020–2021  | nejlepší kamarád a spolubydlící Katky a přítel Barči, IT technik                                                                               |
| Daniela Kolářová          | mjr. Naďa Hartmanová                    | 1–77    | 1    | 2020–2021  | babička zdravotního bratra Lukáše, kriminalistka a bývalá šéfová kriminálky Rubava. Odjela na rok do Ugandy pomáhat sirotkům                   |
| Dana Syslová              | Jaroslava „Jarka“ Horáčková             | 1–72    | 1    | 2020–2021  | nejlepší kamarádka Nadi Hartmanové, pracovala v pojišťovně. Odjela na rok do Ugandy pomáhat sirotkům                                           |
| Václav Marhold            | Miroslav „Mirek“ Hanzálek †             | 1–56    | 1    | 2020–2021  | kamarád Lukáše Hartmana a bratr Elišky Hanzálkové, sanitář nejprve na urgentu a poté na infekčním odd., zemřel na meningitidu                  |
| Klára Cibulková           | Mgr. Zuzana Kratochvílová               | 1–78    | 1    | 2020–2021  | právnička a sestra Martina Kratochvíla, biologická matka Katky, dala ji k adopci a Žákovi nic neřekla                                          |
| Veronika Divišová         | Markéta Tomášková                       | 1–76    | 1    | 2020–2021  | dcera Michala Tomáška |
| Samuel Gyerták            | Patrik Veselík                          | 3–28,72 | 1    | 2020–2021  | syn Radima, líbí se mu Andy Kratochvílová |
| Vojtěch Vovesný           | Karel „Kid“ Hurta †                     | 5–6     | 1    | 2020       | kamarád doktora Davida Hofbauera, rok a půl žil v Německu, vrátil se do Rubavy, zemřel při boxerském zápase a daroval srdce sestřenici Elišce. |
| Milan Slepička            | Jaromír „Jarda“ Černý                   | 5–78    | 1    | 2020–2021  | otec Mery, chodil ze sestřičkou Šárkou, prodělal cévní mozkovou příhodu, přišel o řidičský průkaz                                              |
| Dominika Býmová           | Štěpánka Hřebíčková                     | 11–21   | 1    | 2020       | cukrářka a majitelka cukrárny, expřítelkyně Lukáše Hartmana                                                                                    |
| Kateřina Brožová          | Ing. Darina Růžičková                   | 13–26   | 1    | 2020       | hejtmanka kraje, matka doktorky Růžičkové |
| Václav Jiráček            | Tomáš Husárek                           | 29-78   | 1    | 2020- 2021 | podnikatel a nevlastní bratr zdravotní sestry Míši Kratochvílové, podvodník                                                                    |
| Pavel Nový                | Ing. Břetislav Cach                     | 39–46   | 1    | 2021       | profesor a inženýr ekonomie, tchán Havleny |
| Ota Kropáček              | Vikouš Žák                              | 44      | 1    | 2021       | syn doktora Viktora Žáka |
| Malvína Pachlová          | Eliška Hanzálková                       | 47      | 1    | 2021       | kamarádka Lukáše, sestra Mirka Hanzálka, učitelka v mateřské školce                                                                            |
| Magdalena Zimová          | Soňa Sýkorová                           | 48      | 1    | 2021       | manželka ředitele nemocnice |
| Robert Hájek              | Vláďa Masák                             | 49–54   | 1    | 2021       | kamarád Mirka Hanzálka a kšeftoval s prošlými léky                                                                                             |
| Kateřina Macháčková       | Mgr. Bohuslava „Bíba“ (Božena) Bojanová | 51      | 1    | 2021       | manželka doc. Bojana, máma Matyho, která je nemocná se srdcem                                                                                  |
| Martin Kraus              | Robin Kučera                            | 60      | 1    | 2021       | vyděrač, mafián a bývalý spolužák doktorky Saši Růžičkové na střední                                                                           |
| Bořek Slezáček            | Petr Hrádek                             | 61      | 1    | 2021       | podnikatel |

### Ostatní postavy
| Herec              | Role                   | Díl   | Řada | Rok       | Poznámky                                           |
| ------------------ | ---------------------- | ----- | ---- | --------- | -------------------------------------------------- |
| Renata Kotápišová  | Jana Tmějová           | 1     | 1    | 2020      | barmanka a majitelka Nonstopu, později restaurace  |
| Claudie Černá      | Eliška Benešová        | 5–6   | 1    | 2020      | sestřenice Kida, nemocná se srdcem                 |
| Jana Polášková     | Helena Benešová        | 5–6   | 1    | 2020      | maminka Elišky a teta Kida                         |
| Tomáš Turek        | Jiří Beneš             | 5–6   | 1    | 2020      | otec Elišky a strejda Kida, trenér boxu a tyran    |
| Jan Vápeník        | mjr. Mgr. Jiří Špalek  | 6     | 1    | 2020      | šéf kriminálky Rubava                              |
| Ivan Jiřík         | Otakar Hrbek           | 7–55  | 1    | 2020–2021 | šéf biatlonistů                                    |
| Adam Langer        | Sebastian Hrbek        | 7–39  | 1    | 2020–2021 | bývalý přítel Andy Kratochvílové, dává doping      |
| Kamil Halbich      | Kamil Havlena †        | 9–73  | 1    | 2020–2021 | podnikatel, gauner, zemřel poté co byl zastřelen   |
| Svatopluk Schuller | Ing. Jan Kutal         | 10–22 | 1    | 2020      | poslanec, který chtěl vyhodit Mery                 |
| Zuzana Žáková      | Natálie Jírová         | 12–14 | 1    | 2020      | kamarádka Martina Kratochvíla                      |
| Jakub Chromeček    | stržm. Petr Hřib       | 13    | 1    | 2020      | policista v Rubavě                                 |
| Jaroslav Krejčí    | Karel Jurtin           | 15–16 | 1    | 2020      | bezdomovec č. 1                                    |
| Herbert Heissler   | Josef Richter          | 15–16 | 1    | 2020      | bezdomovec č. 2                                    |
| Tomáš Juřička      | plk. Mgr. Leoš Šimáček | 17–77 | 1    | 2020–2021 | Policejní ředitel kriminálky v Rubavě              |
| Gabriela Koukalová | Gabriela Koukalová     | 19–20 | 1    | 2020      | trenérka biatlonu, trénuje Andy                    |
| Petr Kozák         | Jindřich Malý          | 44    | 1    | 2021      | podnikatel a manžel Magdy Malé                     |
| Pavla Dostálová    | Magda Malá             | 37–46 | 1    | 2021      | dcera podnikatele Havleny a manželka Jindry Malého |
| Daniel Rous        | Mgr. Josef Růžička     | 53–55 | 1    | 2021      | hlavní fyzioterapeut české reprezentace v biatlonu |
| Michal Gulyáš      | Ing. Richard Šmíd      | 59–60 | 1    | 2021      | zaměstnanec ministerstva zdravotnictví             |
| Jaromír Nosek      | Pavel Tůma             | 75–78 | 1    | 2021      | nový majitel nemocnice                             |

## Změna názvu seriálu
V listopadu 2020 FTV Prima změnila název z původního názvu Sestřičky Modrý kód na název Sestřičky.